# Kanker
Kanker – miasto w Indiach, w stanie Chhattisgarh. W 2011 roku liczyło 37 442 mieszkańców.